# 大梅切特尼亞
48°5′24″N 30°35′15″E / 48.09000°N 30.58750°E
大梅切特尼亞（烏克蘭語：Велика Мечетня），是烏克蘭的村落，位於該國南部尼古拉耶夫州，由克里韋奧澤羅區負責管轄，面積4.54平方公里，海拔高度111米，2001年人口1,353，人口密度每平方公里297.8人。